# داينا ديفون
داينا ديفون (بالإنجليزية: Dayna Devon)‏ هي صحفية أمريكية، ولدت في 20 مارس 1970 في سان أنطونيو في الولايات المتحدة.

## وصلات خارجية
- داينا ديفون على موقع IMDb (الإنجليزية)
- داينا ديفون على موقع قاعدة بيانات الفيلم (الإنجليزية)